# Tosagua
Tosagua är en ort i Ecuador.   Den ligger i provinsen Manabí, i den västra delen av landet, 200 km väster om huvudstaden Quito. Tosagua ligger 15 meter över havet och antalet invånare är 14 680.
Terrängen runt Tosagua är platt. Runt Tosagua är det ganska tätbefolkat, med 93 invånare per kvadratkilometer. Närmaste större samhälle är Chone, 18,5 km nordost om Tosagua. Omgivningarna runt Tosagua är en mosaik av jordbruksmark och naturlig växtlighet.